# Tosno
Tosno (în rusă То́сно) este un oraș și centru administrativ al raionului Tosno din regiunea Leningrad, Rusia, situat pe râul Tosna, la o distanță de 53 km sud-est de centrul orașului Sankt Petersburg. Populație: 39.101 (recensământul din 2010).

## Istoric
Satul Tosno a fost menționat pentru prima dată în cronicile rusești din 1500. El făcea parte din Vodskaia Piatina, una dintre cele cinci piatine în care era împărțită Țara Novgorodului. În urma reformei administrative realizate în 1708 de Petru cel Mare, Tosno a fost inclus în Gubernia Ingermanland (cunoscută încă din 1710 ca Gubernia Sankt Petersburg). Dezvoltarea sa în secolele al XVIII-lea și al XIX-lea s-a datorat în principal poziției sale geografice pe drumul dintre cele două capitale ruse. Începând din 1774 a fost o stație de pe drumul poștal. În 1849 a fost inaugurată calea ferată care leagă Tosno cu St. Petersburg și Ciudovo. În secolul al XIX-lea, Tosno a făcut parte din Uezdul Sankt-Peterburg (redenumit în 1913 Uezdul Petrograd și în 1924 Uezdul Leningrad; gubernia a fost redenumită în consecință Petrograd în anul 1913 și Leningrad în 1924).
Uezdurile au fost desființate la 1 august 1927 și s-a format raionul Kolpino, cu centrul administrativ în orașul Kolpino. Guberniile au fost desființate, de asemenea, iar raionul a fost inclus în Okrugul Leningrad din Regiunea Leningrad. Tosno a făcut parte din raionul Kolpino. La 19 august 1930 a fost desființat raionul Kolpino și Tosno a devenit centrul administrativ al nou-înființatului raion Tosno. Pe 20 august 1935, Tosno a primit statutul de așezare de tip urban. În perioada 28 august 1941 - 26 ianuarie 1944, în timpul celui de-al Doilea Război Mondial, Tosno a fost ocupat de trupele germane și distrus în mare parte, dar a fost reconstruit după război. Pe 1 februarie 1963, Tosno a primit statutul de oraș.

## Statut administrativ și municipal
Din punct de vedere al organizării admninistrative, Tosno servește ca centru administrativ al raionului Tosno. Ca diviziune administrativă, el face parte, împreună cu optsprezece localități rurale, din raionul Tosno ca unitate municipală. Unitatea municipală Tosno este încorporată în raionul municipal Tosno ca așezarea urbană Tosno.

## Economia

### Industrie
O fabrică deținută de Caterpillar la Tosno produce camioane pentru transportul  materialelor de construcții din cariere. Există, de asemenea, mai multe întreprinderi din domeniul construcțiilor.

### Transport

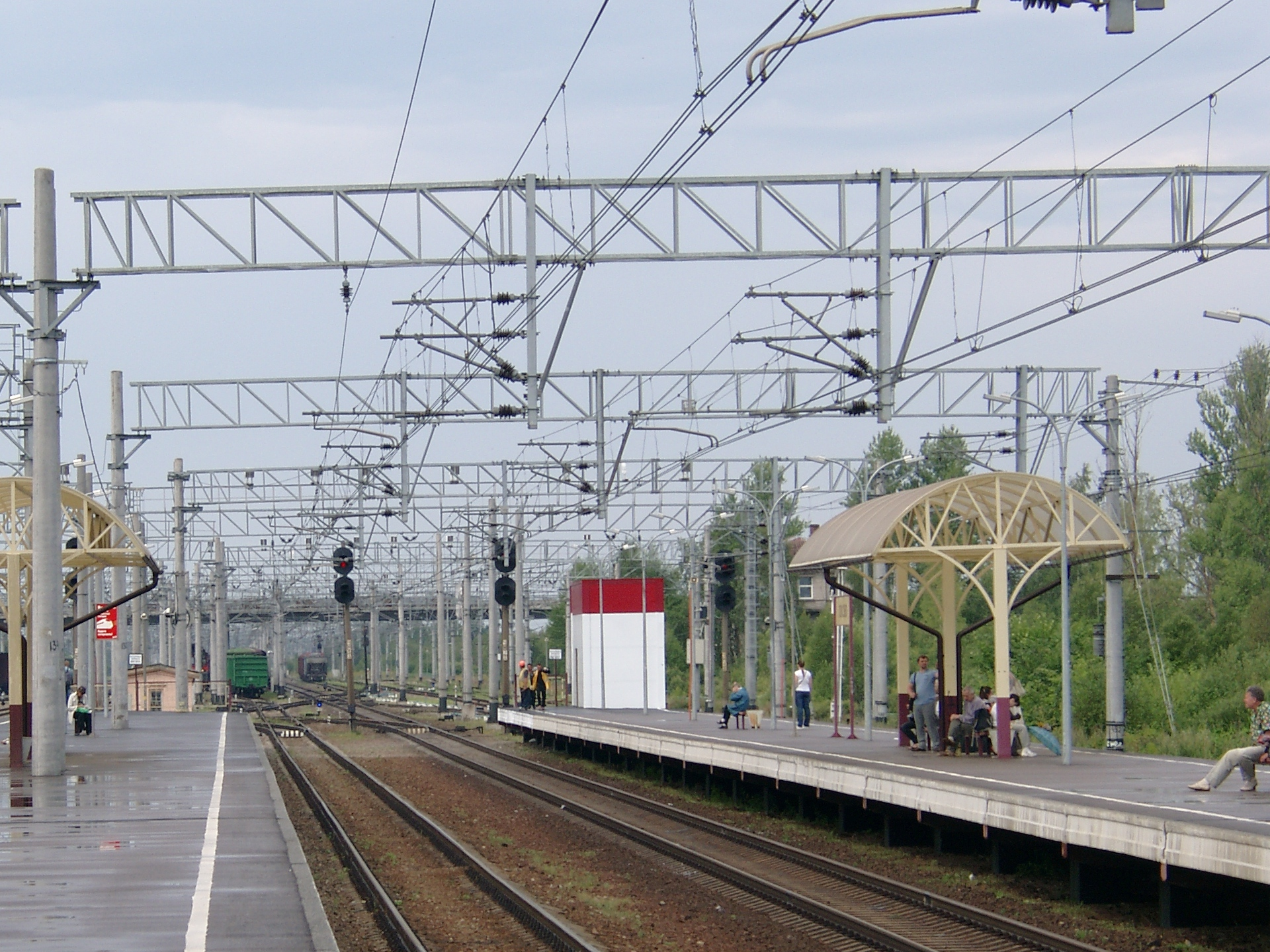
Gara Tosno

Autostrada M10 leagă Moscova de Sankt Petersburg, iar calea ferată Moscova–St. Petersburg trece prin oraș. O cale ferată care leagă Tosno de localitatea Șapki se ramifică spre est. O cale ferată leagă orașul Tosno cu calea ferată între Mga și Gatcina și este folosită de trenurile ce ocolesc Sankt Petersburg prin sud.
Există drumuri care leagă Tosno cu Șapki și Mga în est și cu Lisino-Korpus și Virița în vest.

## Cultură și recreere
Orașul conține șapte obiective clasificate ca monumente de patrimoniul cultural și istoric de importanță locală. Ele rememorează evenimentele din cel de-al Doilea Război Mondial.
Tosno adăpostește Muzeul Raional Tosno, singurul muzeu de stat al raionului.

## Persoane notabile
- Pavel Alandski, istoric și om de știință rus, născut în Tosno
- Maria Stepanova, jucătoare rusă de baschet, a crescut în Tosno

## Orașe înfrățite
Tosno este înfrățit cu:
- Ballangen, Norvegia